# 达吾克西·都孜拜
达吾克西·都孜拜（？—2018年6月），男，哈萨克族，中国伊斯兰教人物，曾任中国伊斯兰教协会副会长，伊犁哈萨克自治州政协副主席。